# 克劳迪奥·阿奎维瓦
克劳迪奥·阿奎维瓦（英語：Claudio Acquaviva，1543年—1615年），文艺复兴时期欧洲神学家之一。16世纪后期至17世纪初期，他担任耶稣会總會長一职长达34年，他的一生对耶稣会向亚洲和美洲的发展与壮大产生了巨大影响。

## 扩展阅读
- Claudio Acquaviva Industriae ad curandos animae morbos Florence, 1600: Googlebooks （页面存档备份，存于）
- Bertran-Quara, M. . Caracas. 1984..
- 本条目包含来自公有领域出版物的文本: Chisholm, Hugh (编).  (第11版). London: Cambridge University Press. 1911.